# 韓王龍
韓王龍（韓語：한왕용；1966年7月17日—）是韓國登山家。

## 早期生活
韓王龍出生於全羅北道群山市，是父母中最小的兒子。中學時期，他代表橄欖球和棒球成員。

## 職業生涯
2003年，他成為第11人完成全部14座8000米高峰登頂登山家。